# Urban Franc
Urban Franc (né le 5 juin 1975) est un ancien sauteur à ski slovène.

## Palmarès

### Jeux olympiques
| Épreuve / Édition | Nagano 1998 |
| Petit Tremplin    | 42e         |

### Championnats du monde
| Épreuve / Édition | Falun 1993 | Thunder Bay 1995 |
| Petit Tremplin    | 47e        | 43e              |
| Grand Tremplin    | 46e        | 27e              |

### Championnats du monde de vol à ski
| Épreuve / Édition | Kulm 1996 | Oberstdorf 1998 |
| Individuel        | Bronze    | 24e             |

### Coupe du monde
- Meilleur classement final: 22e en 1993.
- Meilleur résultat: 2e.